# Sušun
Sušun (japonsky 崇峻天皇; zemřel 592) byl v letech 587-592 v pořadí 32. japonským císařem.

## Život
Narodil se jako dvanáctý syn císaře Kinmeie, jeho matka pocházela se šlechtického rodu Soga. Když zemřel jeho nevlastní bratr, císař Jómei, chtěli příslušníci rodu Mononobe dosadit na trůn jiného z bratrů. Soga no Umako, hlava rodu a příbuzný Sušunovy matky, tomu však zabránil a pomohl k dosazení Sušuna na trůn. Rostoucí moc Sogy no Umako však začala Sušunovi vadit a uvažoval, že se ho zbaví. Ten ho však předešel a dal ho zavraždit jedním z jeho dvořanů. Po něm nastoupila císařovna Suiko. Sušun byl buddhista a jediný japonský císař, o němž se bezpečně ví, že byl zavražděn, a naopak neví, kde je pohřben.